# Dante Biagioni
Dante Biagioni (Pistoia, 9 gennaio 1935 – Roma, 3 agosto 2016) è stato un attore, doppiatore e direttore del doppiaggio italiano.

## Biografia
Frequenta l'Accademia d'arte drammatica "Silvio d'Amico" che lascia poco prima di diplomarsi per lavorare come doppiatore. Esordisce prestando la voce a Raf Mattioli nel film Guendalina (1957) di Alberto Lattuada. Si ricordano i suoi doppiaggi di Desmond Llewelyn negli ultimi film di James Bond, Gene Wilder in Gangster Story (1967), Alec Guinness in Delitti e segreti (1991), Eli Wallach in Mystic River (2003), e Fred Astaire nella riedizione televisiva di alcuni suoi film. Lavora anche nel cinema d'animazione: resta nota la sua partecipazione a Kung Fu Panda e Kung Fu Panda 3, nel ruolo della tartaruga Oogway. 
Dante Biagioni è anche interprete di importanti sceneggiati televisivi, come Una tragedia americana (1962) diretto da Anton Giulio Majano, Il conte di Montecristo (1966) di Edmo Fenoglio, E le stelle stanno a guardare (1971), ancora per la regia di Majano.
È morto a Roma il 3 agosto 2016, all'età di 81 anni.

## Filmografia
- Il complotto di luglio, regia di Vittorio Cottafavi (1967)
- Cartesius, regia di Roberto Rossellini - miniserie TV (1973)
- Il caso Moro, regia di Giuseppe Ferrara (1986)
- R.I.S. 2 - Delitti imperfetti, regia di Alexis Sweet - serie TV, episodio 2x14 (2006)
- Distretto di Polizia 6 regia di Antonello Grimaldi - serie TV (2006)
- La mia casa è piena di specchi, regia di Vittorio Sindoni - miniserie TV (2010)[1]
- La ragazza americana, regia di Vittorio Sindoni (2011)
- R.I.S. Roma 2 - Delitti imperfetti, regia di Francesco Micciché – serie TV, episodio 2x04 (2011)

## Prosa radiofonica Rai
- Procuratore ne I tre moschettieri di Alessandro Dumas padre, regia di Marco Parodi, 30 puntate, trasmessa dal 2 febbraio al 27 febbraio 2004 su Rai Radio 2

## Doppiaggio

### Film cinema
- Hal Holbrook in Giorni di passione, Come l'acqua per gli elefanti, Lincoln
- Desmond Llewelyn in GoldenEye, Il domani non muore mai, Il mondo non basta
- Bill Cobbs in Una notte al museo, Notte al museo - Il segreto del faraone
- Robert Prosky in Last Action Hero - L'ultimo grande eroe, Miracolo nella 34ª strada, D-Tox
- Vincent Price in Le balene d'agosto, Edward mani di forbice
- Anthony Perkins in The Black Hole - Il buco nero, Attacco: piattaforma Jennifer
- Ian McDiarmid in Due figli di..., Restoration - Il peccato e il castigo
- Peter Vaughan in Cuore di tenebra, Tu chiamami Peter
- Paul Freeman in Bobby Jones - Genio del golf, Centurion
- Tilo Prückner in Windstorm - Liberi nel vento, Windstorm 2 - Contro ogni regola
- Robert Duvall in The Judge
- Daniel von Bargen in Nome in codice: Broken Arrow
- John Mills in Who's That Girl
- Brion James in Benvenuti a Radioland
- Brian Doyle-Murray in Stuart Little - Un topolino in gamba
- Maury Chaykin in Il gioco dei soldi
- Eli Wallach in Mystic River
- Malcolm McDowell in L'ultimo guerriero
- Gene Wilder in Gangster Story
- Terence Stamp in Amo non amo
- Ronny Cox in Murder at 1600 - Delitto alla Casa Bianca
- Derek Jacobi in Il giorno dello sciacallo
- Ernest Borgnine in La mia flotta privata
- John Furey in L'assassino ti siede accanto
- Roger Hammond in Il giro del mondo in 80 giorni
- M. Emmet Walsh in Fuga dal Natale
- Jean-Paul Bonnaire in Les choristes - I ragazzi del coro
- Alec Guinness in Delitti e segreti
- Jack Murdock in Rain Man - L'uomo della pioggia
- Dominic Chianese in I pinguini di Mr. Popper
- David Ryall in Harry Potter e i Doni della Morte - Parte 1
- Harve Presnell in Un'impresa da Dio
- Tom Aldredge in Le parole che non ti ho detto
- David Kelly in Laws of Attraction - Matrimonio in appello
- Burt Kwouk in Arrest!
- Terry Taplin in Sherlock Holmes
- Barnard Hughes in Sister Act 2 - Più svitata che mai
- John Paxton in Spider-Man 3
- Patrick Godfrey in Les Misérables
- Gordon Peterson in Fuori controllo
- Jack Warden in Piccola peste si innamora (2° versione)
- Nigel Stock in Victim
- Charles Tingwell in Le verità negate
- Barton MacLane ne Il mistero del falco (ridoppiaggio)
- Wolf Kahler in Sherlock Holmes - Gioco di ombre
- Karl Johnson in Hot Fuzz
- Bob Yerkes in Angeli e demoni
- Jack Wallace in Il ragazzo della porta accanto
- Luoyong Wang in Dragon - La storia di Bruce Lee
- Steve Bisely in Il grande Gatsby
- Raf Mattioli in Guendalina
- Ed Asner in Lo scapolo d'oro

### Film d'animazione
- Gandalf in The LEGO Movie
- Abraracourcix in Asterix e la pozione magica
- Il Capitano del dirigibile in Piccolo Nemo - Avventure nel mondo dei sogni
- Dean in Estremamente Pippo
- La Talpa anziana in La foresta magica
- Il giudice in Le avventure di Ichabod e Mr. Toad
- Sceriffo Sam Brown in Mucche alla riscossa
- Mushin in Inuyasha the Movie - Il castello al di là dello specchio
- Dr. Gluckman in Tom & Jerry: Rotta su Marte
- Il vecchio saggio in Pretty Cure Max Heart 2 - Amici per sempre
- Il sig. Gunk in Robots
- Eggbert in Happy Feet, Happy Feet 2
- Antico in Dottor Strange - Il mago supremo
- Maestro Oogway in Kung Fu Panda, Kung Fu Panda 3
- Sir Giles Il drago riluttante
- Boyer in L'invincibile Iron Man
- Adrian in Nat e il segreto di Eleonora
- Zio / Sachio Sadahama ne Una lettera per Momo
- Nonno Pom in Laputa - Castello nel cielo
- Bonzo Tsurukame in Pom Poko
- Yamaoka in Wolf Children - Ame e Yuki i bambini lupo
- Dewey in Trilli e il segreto delle ali
- Kaioshin il Sommo in Dragon Ball Z: La battaglia degli dei
- Mayday in Planes 2 - Missione antincendio
- Panoramix in Asterix e il Regno degli Dei
- Yule in Mune - Il guardiano della luna
- Benkei XXI in Lupin III - La pagina segreta di Marco Polo
- Re Uberto in Disney Princess: Le magiche fiabe - Insegui i tuoi sogni
- Il poliziotto in Topolino e la magia del Natale
- Tom Anderson in Beavis & Butt-Head alla conquista dell'America

### Telefilm
- Don Most in Happy Days
- Pat Morita in Happy Days (st. 10)
- Henry Gibson e Kay E. Kuter in Streghe
- Pedro Peña in Paso adelante
- Bob Rebadow in Oz (st. 1-4)
- Dieter Montag in Hamburg Distretto 21
- Mickey Rooney in La signora in giallo
- Orson Bean in Desperate housewives
- Romney Brent in Zorro
- Larry Linville in M*A*S*H (alcuni episodi st. 1-5)
- Harve Presnell in Jarod il camaleonte
- Donald Sumpter in Il Trono di Spade (st. 1-2)
- Raymond J. Barry in The 100
- Charles Wagenheim in Zorro (ridoppiaggio)

### Documentari
- Irvin Kershner, Ralph McQuarrie e Stuart Freeborn in L'impero dei sogni - La storia della trilogia di Star Wars

### Serie animate
- Gareb in Spawn
- Mr. Wily in MegaMan NT Warrior
- Vance McMadd in Ultimate Muscle
- Capitan Thrice in Lavender Castle
- Nonno in Wicked! - Cattivissimi!
- Fabbricante di sogni in La pietra dei sogni
- Teddy in Teddy & Annie - I giocattoli dimenticati
- Urobe in Vicky il vichingo
- Sig. Ricchetti in Flatmania
- Prof. Bottom in Le avventure di Felix il gatto
- Struttez in Pig City
- Anton in Fattoria Paradiso
- Barbaneve in Le avventure di Noddy
- Pandaba in Hello Kitty - Il teatrino delle fiabe
- Anziano Tiramisu in Fresh Pretty Cure!
- Saman in Slayers
- Honk in Guru Guru - Il batticuore della magia
- Gonzy in Eureka Seven
- Professor Acari in Kim Possible
- Babbo Natale e il nonno di Timmy Turner in Due fantagenitori
- Zio Glaïeul in Titeuf
- Hanawa e Sakurambo in Lamù, la ragazza dello spazio (episodi da 1 a 86 e da 130 a 195)
- Nonno in Conan il ragazzo del futuro
- Seto in Let's Go Taffy
- George Plimpton (ep.14x12) e Nonno Simpson ne I Simpson (solo ep. 23x01 e 23x11)
- Avvocato Iperpollo (st. 7), Banditore d'asta (ep. 1x06), Burocrate Numero 1 (ep. 2x10), Testa di George Washington (ep. 6x10), Silicon Red (ep. 7x17) in Futurama[2]
- Saneatsu takakura in B-Daman Crossfire
- Dotto in I 7N
- Nute Gunray, Tera Sinube e Re Ramsis Dendup in Star Wars: The Clone Wars
- Nonno Pig (3ª voce) in Peppa Pig (st.4-6)
- Doc in Rat-Man
- Buttonwillow McButtonwillow in Regular Show
- Oogway in Kung Fu Panda - Mitiche avventure
- Sindaco ne I Fantaeroi
- Conte Blocken in Mazinga Z
- Prof. Nossori in Mazinkaiser
- Password in K.O. Century Beast III
- Doohan in Cowboy Bebop
- Husserl in Ergo Proxy
- Zio Iroh in Avatar La leggenda di Korra

### Videogiochi
- Sultano in Aladdin: La vendetta di Nasira[3]
- Capitan Uncino ne La rivincita dei Cattivi[4]